# Чёрный Яр (Коми)
 Чёрный Яр  — посёлок в Усть-Вымском районе Республики Коми в составе сельского поселения Усть-Вымь.

## География
Расположен на правом берегу реки Вычегда на расстоянии примерно 18 км по прямой на восток от районного центра села Айкино.

## История
Известен с 1949 года как посёлок, где содержались 218 высланных, в 1956 отмечался как посёлок сплавщиков. Население составляло 1053 человека (1959), 637 (1970), 429 (1989), 317 (1995).

## Население
Постоянное население составляло 265 человек (русские 29 %, коми 59 %) в 2002 году, 209 в 2010.